# Aleksandr Głotow
Aleksandr Głotow (ur. 10 listopada 1953 w Norilsku, kraj Krasnojarski, Federacja Rosyjska) – literaturoznawca ukraiński, dziennikarz. Członek Narodowego Związku Dziennikarzy Ukrainy (od 1992). Doktor filologii, profesor.

## Życiorys
Urodził się 10 listopada 1953 roku we wsi Norylsk (Norylłag), która od roku 1953 jest na prawie miasta. Rodzice Leonid Głotow (1932–2012) i Kapitolina Głotowa z Kudielinych (ur. 1932) po ukończeniu Workutyńskiego Technikum Górniczego zostali skierowani do Norylska.
Szkołę średnią ukończył w Czerwonogradzie obwodu Lwowskiego (Ukraina). Pracował w kopalni «4. Wełykomostiwska» kombinatu «Ukrzachidwugilla» Lwowsko-Wołyńskiego Zagłębia Węglowego, służył w wojsku.
W roku 1979 z wyróżnieniem ukończył Lwowski orderu Lenina Państwowy Uniwersytet imienia Iwana Franki kierunek «Filolog. Wykładowca języka i literatury rosyjskiej». Do roku 1981 obejmował etat nauczyciela w szkole średniej nr 1 w Sokalu obwodu Lwowskiego, po czym objął etat asystenta na Katedrze Literatury Rosyjskiej Uniwersytetu Lwowskiego. W roku 1985 po ukończeniu doktorantury objął etat asystenta na Katedrze Literatury Rosyjskiej Tarnopolskiego Państwowego Instytutu Pedagogicznego imienia Jarosława Gałana.
W roku 1994 ukończył podyplomowy kurs na Wydziale Humanistycznym Wyższej Szkoły Pedagogicznej imienia Tadeusza Kotarbińskiego w Zielonej Górze (Polska), kierunek «Filologia polska». W roku 2015 na Narodowym Uniwersytecie «Ostrogska Akademia» na kierunku Dziennikarstwo zdobył stopień magistra.
Pracował w Tarnopolskiej Akademii Gospodarki Narodowej, Tarnopolskim Instytucie Socjalnych i Informacyjnych Technologii, Tarnopolskim Eksperymentalnym Instytucie Edukacji Pedagogicznej, Białocerkiewskim Narodowym Uniwersytecie Rolniczym, Akademii Wojsk Lądowych imienia Hetmana Sahajdacznego, od roku – na Narodowym Uniwersytecie «Akademia Ostrogska».
W roku 1988 na Odeskim Państwowym Uniwersytecie imienia І.І. Mecznikowa, kierunek 10.01.02 «Radziecka literatura wielonarodowa» obronił doktorat pt. «Wyrażanie świadomości autorskiej we współczesnej rosyjskiej poezji radzieckiej» (promotor – profesor Lwowskiego Uniwersytetu Iwan Prokopowycz Wysznewśkyj). W badaniu doktoranckim do literatury nauki ojczystej o literaturze wprowadzono termin «świadomość autorska» w kontekście literackim zwłaszcza: ujawnienie tego, jak autor utworów literackich uświadamia siebie oraz swoją twórczość w utworach literackich, głównie poetyckich. W 1992 roku zdobył tytuł naukowy docenta.
W roku 1997 w Instytucie Literatury im. Т. Szewczenki Narodowej Akademii Nauk Ukrainy na kierunku 10.01.02 – «Literatura rosyjska» obronił pracę habilitacyjną «Rosyjska literatura XX wieku w kontekście świadomości kultowej» w oparciu o monografię «Iże jesi w Marksie» («Иже еси в Марксе»)]. W badaniu twierdzi się koncept wizji świata oraz estetyki wtórnej literatury «realizmu socjalistycznego» w stosunku do ideologii oraz tekstów kanonów chrześcijańskich. W 2002 roku nadano tytuł naukowy profesora.
Jest wieloletnim członkiem redakcyjnego kolegium międzynarodowego almanachu naukowego «Studia methodologica]», uczestniczył w wydaniu pism naukowych «Slavica Tarnopolensia», «Russkij jazyk i litieratura w uczebnych zawiedienijach» («Русский язык и литература в учебных заведениях»), «Naukowi zapysky Teropilskoho Nacionalnoho Pedahohicznoho Uniwersytetu imeni Wołodymyra Hnatiuka. Seria: Literaturoznawstwo» («Наукові записки Тернопільського національного педагогічного університету імені Володимира Гнатюка. Серія: Літературознавство»), «The Peculiarity of Man», «Westnik Wołgogradskogo Gosudarswiennogo Uniwiersitieta. Sierija 8. Literaturowedenije. Żurnalistika» («Вестник Волгоградского государственного университета. Серия 8. Литературоведение. Журналистика»).
Dostał wyróżnienie nieurzędowe – znak «Za rozbudowę oświaty».

## Publikacje naukowe i publicystyczne
Jest autorem artykułów naukowych i naukowo-popularnych w wydaniach ZSRR, Ukrainy, Rosji, Polski, Białorusi, Izraelu, w wydaniach elektronicznych, w tym w czasopismach «Russkij perepliot» («Русский переплет») i «Lebied’» («Лебедь»).

### Monografie i podręczniki
- Иже еси в Марксе. Русская литература ХХ века в контексте культового сознания. – Зелена Гура, 1995. – 148 с.;
- Еко Умберто. Як написати дипломну роботу. Гуманітарні науки – Тернопіль: «Мандрівець», 2007. – 224 с. (редакція перекладу, вступна стаття);
- Круг чтения: век двадцатый. Биобиблиографический справочник по истории русской лите-ратуры ХХ века послереволюционного периода. – Тернополь: «Навчальна книга Богдан», 2011 – 160 с.;
- Християнська мораль та військовий обов’язок: Навчальний посібник. – Львів: АСВ, 2012. – 112 с. (у співавторстві);
- Класика світової літератури: російська література: англійською мовою: нариси: навчальний посібник. – Острог: Видавництво Національного університету «Острозька академія», 2012. – 152 с. (у співавторстві);
- Две эпохи: монография – Острог, 2015. – 376 с.;
- Филологические очерки. – Острог, 2015. – 316 с..

### Krytyka i publicystyka
Wydaje swoje prace w wydaniach okresowych jako krytyk literacki i publicysta:
- Чехов и Моэм в зеркале постмодернизма – 22 (журнал), Тель-Авив, №135;
- Я хочу рассказать вам…о поэте. – Зеркало недели, 30 мая 1997 года;
- Микола Островський чи князь Острозький? Про роль історичних постатей у формуванні зародків державного мислення – День, 14 листопада 2014 року.

## Informacja w wydaniach informacyjnych
- Ткачов С., Ханас В. 250 імен на карті Тернопілля: Краєзнавчо-біографічний покажчик. – Т., 1996.
- Б. Мельничук, В. Письменний. Глотов Олександр Леонідович [w:]  Тернопільський енциклопедичний словник. редкол.: Г. Яворський та ін.. T. 1: А—Й. Тернопіль : Видавничо-поліграфічний комбінат «Збруч», 2004, s. 365. ISBN 966-528-197-6. (ukr.)
- Енциклопедія сучасної України – К., 2006, т.6.
- Encyclopedia. Львівський національний університет імені Івана Франка: в 2 т. Т.1: А-К.. – Львів: ЛНУ імені Івана Франка, 2011. – С.350-351.